# Пинья (Швейцария)
Пинья (нем. Pignia) — деревня и бывшая коммуна в Швейцарии, кантон Граубюнден. Население составляло 123 человека на 2007 год. Официальный код — 3710. В 2009 году вместе с коммуной Клугин вошла в состав коммуны Андер.
Входит в состав региона Виамала (до 2015 года входила в округ Хинтеррайн).

## История
Территория деревни начала заселяться в XIII веке. Пинья впервые упоминается в 1219 году как Pignigo. Основными землевладельцами были епископ Кур и монастырь Кацис. Часовня Валентина в Пинья впервые упоминается в 1518 году. Реформация была принята в 1530 году.

## Население
На 2007 год население Пинья составляло 118 человек. В 2000 году 74,77 % жителей говорило на немецком языке, 19,82 % — на романшском.
| 1803 | 1850 | 1900 | 1950 | 1970 | 2000 | 2007 |
| ---- | ---- | ---- | ---- | ---- | ---- | ---- |
| 129  | 177  | 108  | 107  | 78   | 111  | 123  |